# Đồng quản lý nghề cá
Đồng quản lý nghề cá là phương thức quản lý phối hợp và linh hoạt đối với tài nguyên thủy sản bởi các nhóm người sử dụng tài nguyên và chính quyền.
Trách nhiệm đối với tài nguyên được chia sẻ giữa các nhóm người sử dụng và chính quyền, cả cộng đồng và chính quyền đều tham gia vào quá trình ra quyết định, thực hiện và thực thi các quy định phát luật.

## Các loại đồng quản lý
Tùy thuộc vào mức độ tham gia giữa chính quyền và cộng đồng, có thể xác định năm loại đồng quản lý khác nhau.
- Chỉ dẫn

Quản lý chỉ dẫn là cách thức do chính quyền quản lý từ trên xuống. Chính quyền chỉ dẫn ngư dân luật pháp và chính sách cần tuân thủ. IThông tin chỉ được chia sẻ với cộng đồng vào cuối quá trình lập kế hoạch.
- Tham vấn

Theo phương thức quản lý tham vấn, chính quyền tham vấn với cộng đồng thông qua lấy ý kiến rộng rãi hoặc từ các ban cố vấn. Chính quyền không nhất thiết lồng ghép các đề xuất và góp ý vào chính sách của mình. Việc tham vấn chỉ có ý nghĩa tượng trưng chứ không phải điều mà chính quyền cần thực hiện.
- Phối hợp

Theo phương thức quản lý phối hợp, ở một mức độ nhất định, có sự đồng quản lý tài nguyên giữa chính quyền và nhóm người sử dụng. Trách nhiệm được chia sẻ giữa hai bên. Các lĩnh vực như quy định tiếp cận có thể thuộc trách nhiệm của nhóm sử dụng tài nguyên.
- Cố vấn

Theo phương thức quản lý cố vấn, người sử dụng quyết định cần ra những quyết định gì và thông báo với chính quyền, sau đó chính quyền phê duyệt các quyết định đó.
- Thông báo

Theo cách quản lý thông báo, nhóm sử dụng tài nguyên ra tất cả các quyết định liên quan tới tài nguyên và thông báo với chính quyền sau khi họ đã quyết định.

## Lịch sử đồng quản lý
Đồng quản lý Lưu trữ ngày 7 tháng 4 năm 2016 tại Wayback Machine được phát triển nhằm cải thiện quản lý nghề cá thành công do nhiều nguồn lợi thủy sản đã và đang bị tàn phá. Mục đích của đồng quản lý là nhằm tham gia cộng đồng vào quá trình ra quyết định từ đó tăng cường tính phù hợp của chính sách chính phủ với thực tế.
Phương thức quản lý từ trên xuống trong quản lý nghề cá thường thất bại do phương thức này thường đi ngược với cộng đồng và cấu trúc nội tại của cộng đồng. Hơn thế nữa, lý do đối với luật pháp và quy định của chính phủ như mức độ khối lượng đánh bắt cho phép (TAC) hoặc số lượng đánh bắt theo loài (CPUE) thường không được cộng đồng hiểu rõ do thiếu kiến thức. Nếu không thực thị pháp luật phù hợp hay không có đồng quản lý, cộng đồng thường coi thường pháp luật và tiếp tục các phương thức đánh bắt trước đây mà thường có tác động gây hại đối với đại dương.

## Khác biệt giữa quản lý cộng đồng và đồng quản lý
Đồng quản lý khác biệt với quản lý cộng đồng ở chỗ chính quyền đóng vai trò quan trọng trong quá trình ra quyết định. Trong quản lý cộng đồng luật pháp không được thực thi như pháp luật của chính phủ mà giống như khuôn khổ và hướng dẫn cộng đồng, điều này gây khó khăn cho quá trình thực thi. Trong đồng quản lý, nhóm người sử dụng và chính quyền cùng nhau xây dựng luật và quy định và cùng nhau thực thi. Nếu quản lý dựa trên cộng đồng hình thành nên một phần luật pháp quốc gia hoặc các kế hoạch phát triển thì nó sẽ được coi là đồng quản lý.

## Lợi thế của đồng quản lý
Cộng đồng, đặc biệt những người sử dụng tài nguyên sở hữu những tri thức có thể hỗ trợ chính quyền trong quá trình ra quyết định; do đó, đồng quản lý là sự kết hợp giữa tri thức khoa học và tri thức bản địa, quá trình này đảm bảo được các kết quả tốt nhất có thể.
 Nếu cộng đồng được tham gia và thống nhất về các điều luật và quyết định mới thì họ có khả năng tuân thủ cao hơn và thậm chí hỗ trợ việc thực thi và duy trì các quy định pháp luật đó.
Trong các môi trường biến động, các điều kiện có thể thay đổi nhanh chóng. Môi trường Bắc cực là ví dụ điển hình đối về môi trường thay đổi nhanh chóng. Nếu cơ cấu đồng quả lý tốt được thực hiện, điều này sẽ cho phép xây dựng và thực thi các quyết định nhanh chống dựa trên những thay đổi cần thiết.

## Hạn chế của đồng quản lý
Đồng quản lý được biết đến như một quá trình tốn nhiều thời gian, do người ta phải dành nhiều thời gian vào việc khảo sát và tạo lòng tin đối với cộng đồng. Các kênh liên lạc chặt chẽ giữa chính quyền và cộng đồng là hết sức cần thiết. Giáo dục cộng đồng thường cũng cần thiết để có thể ra các quyết định đồng thuận 
Nhiều cộng đồng ở các vùng xa xôi hẻo lánh có ngôn ngữ khác biệt và việc liên lạc thường chậm và thiếu các thông tin cốt lõi. Luật pháp và chính sách hiện hành có thể cần được sửa đổi hoặc cần xây dựng mới nhằm cho phép cấu trúc đồng quản lý. Sự mâu thuẫn về quan điểm và kinh tế cùng với các vấn đề bảo tồn vẫn là những hạn chế chính trong quá trình đồng quản lý thành công. Thiếu tài chính, số liệu và các nguồn lực khác cũng là các yếu tố gây thất bại đối với đồng quản lý. Đồng quản lý đòi hỏi nỗi lực và giao tiếp thường xuyên, do đó tính bền vững dài hạn có thể khó khăn.
Sự tham gia của bên thứ ba như là các tổ chức phí chính phủ (NGO's), hoặc các nhóm sinh viên thường đóng góp một phần quan trọng trong đồng quản lý thành công.